# HD 5388
HD 5388 — звезда в созвездии Феникса на расстоянии около 175 световых лет от нас. Вокруг звезды обращается, как минимум, одна планета.

## Характеристики
HD 5388 представляет собой оранжевый карлик с массой и диаметром, равными 1,21 и 1,91 солнечных соответственно. Исследования показали, что звезда имеет слабую хромосферную активность. Температура её поверхности примерно равна 6297 кельвинов.

## Планетная система
В 2009 году командой астрономов было объявлено об открытии планеты HD 5388 b. Она является газовым гигантом, превосходящем Юпитер по массе почти в 2 раза. Обращается планета на расстоянии 1,76 а. е. от родительской звезды и совершает полный оборот приблизительно за 777 дней.